# 張又穎
張又穎（1977年—），台灣台北市大龍峒人。大龍峒舉人張書紳玄孫，曾任調酒師，現為文化推廣者，活躍於台北市大同區的觀光創生、社區營造與青年返鄉行動。

## 生平
張又穎於調酒師職涯結束後開始為期一年的漂流之旅，記錄台灣各鄉鎮風情，啟發其後返鄉投入的地方創生工作，以故鄉大龍峒地區為主軸，創辦舉人豆花及小邑弦歌教育中心，規劃文化導覽、老屋活化、社區共學，提供青年壯遊教學，及主辦具有地方特色的舉人文化祭等觀光活動。